# Copa do Mundo FIFA de 1962
A Copa do Mundo FIFA de 1962 foi a sétima edição da Copa do Mundo FIFA de futebol, que ocorreu de 30 de maio até 17 de junho. O evento foi sediado no Chile, tendo partidas realizadas nas cidades de Arica, Rancagua, Viña del Mar e Santiago (Ñuñoa). Dezesseis seleções nacionais foram qualificadas para participar desta edição do campeonato, sendo 10 delas europeias (União Soviética, Iugoslávia, Alemanha Ocidental, Itália, Suíça, Tchecoslováquia, Espanha, Hungria, Inglaterra e Bulgária) e seis americanas (Chile, Brasil, Uruguai, Argentina, Colômbia e México). Foi a última edição da qual somente equipes dos continentes europeu e americano participaram.
As seleções da Bulgária e da Colômbia faziam sua primeira participação na competição. A edição teve duas grandes goleadas: Iugoslávia 5–Colômbia e Hungria 6–1 Bulgária, além do empate com o maior número de gols em Copas: União Soviética 4–4 Colômbia, partida na qual foi marcado o primeiro (e até hoje, único) gol olímpico em Copas do Mundo. O torneio contou com grandes jogadores, como Djalma Santos, Amarildo, Vavá e Garrincha do Brasil, Viliam Schrojf e Josef Masopust da Tchecoslováquia, e Karl-Heinz Schnellinger e Uwe Seeler da Alemanha Ocidental.
A grande campeã desta Copa do Mundo foi a Seleção Brasileira que, como campeã da Copa anterior de 1958, não havia participado das eliminatórias pois já tinha vaga garantida. O Brasil contou com muitos jogadores da Copa realizada na Suécia, como Gilmar, Djalma Santos, Nílton Santos, Didi, Zagallo, Vavá, Pepe, Zito, Bellini, Garrincha e Pelé. Na primeira partida do Brasil, o atacante Pelé, que neste ano viria a ser campeão mundial pelo Santos, marcou seu primeiro gol, mas se contundiu no segundo jogo contra a Tchecoslováquia, não podendo continuar no campeonato. A partir deste ocorrido, muitos dizem que esta foi a "Copa de Garrincha", considerado pela maioria como o melhor jogador da Copa e um dos grandes responsáveis pela conquista brasileira, sagrando-se artilheiro da competição ao lado de Vavá (que tornou-se o grande goleador dos dois primeiros títulos mundiais do Brasil) e de outros quatro jogadores.
A final da Copa do Mundo FIFA de 1962 foi disputada pela Tchecoslováquia, que havia eliminado a Iugoslávia e a Hungria; e o Brasil, que havia eliminado o Chile e a Inglaterra. A partida foi realizada no dia 17 de junho, às 14h30min, no Estádio Nacional do Chile, com um público estimado em 68 679 pessoas. Sob o apito do árbitro soviético Nikolay Latyshev, Josef Masopust abriu o placar aos 15 minutos, porém, dois minutos depois, Amarildo empatou o jogo, que terminou o primeiro tempo no 1–1. Aos 24 minutos do segundo tempo, Zito virou o jogo para a equipe brasileira e Vavá, nove minutos depois, ampliou a diferença, fechando o placar em 3–1. O capitão Mauro Ramos ergueu a taça Jules Rimet que assegurou o segundo título do Brasil em Copas do Mundo.

## Antecedentes
Vários países se candidataram a sede da Copa de 1962: os europeus eram os favoritos, mas a FIFA tinha decidido que depois de duas copas seguidas no continente europeu (Suíça em 1954 e Suécia em 1958), era a vez da América Latina. Sendo assim, só sobravam as candidaturas argentina e chilena.
A Argentina vinha pleiteando o direito de sediar uma Copa desde 1930. Já o Chile só apresentara sua candidatura em 1952, e era considerado um país sem condições necessárias para realizar um evento daquele porte.
Porém, em junho de 1956, no Congresso da FIFA realizado em Lisboa, onde os 56 países membros votavam, o Chile acabou ganhando o páreo, com 32 votos. A Argentina só obtivera 10, e 14 países se abstiveram da votação.
Com o direito de sediar a Copa ganho os chilenos começaram a montar a infraestrutura necessária para a competição, liderados pelo brasileiro naturalizado chileno Carlos Dittborn, presidente da Confederação Sul-Americana de Futebol. O Estádio Nacional teve sua capacidade de 45 mil espectadores aumentada para 70 mil, e um novo estádio foi construído em Viña del Mar, o Sausalito.
Em maio de 1960, quando os preparativos iam de vento em popa, o país foi pego de surpresa pelo sismo de Valdivia de 1960, terremoto que registrou 9,5 pontos na escala Richter, o maior registrado na história mundial recente. O tremor tinha deixado cinco mil mortos e 25% da população desabrigada, além de lançar dúvidas sobre a capacidade do Chile de sediar a Copa depois da tragédia.
Em face desses problemas, Dittborn pronunciou a frase que acabaria se tornando o slogan não oficial da competição: "Porque nada tenenos, lo haremos todo" (porque nada temos, faremos tudo). A FIFA lhe deu um voto de confiança e as obras foram terminadas em tempo recorde.
Dittborn, porém, não viveu para ver o resultado de seus esforços. Ele sofreria um ataque cardíaco em 28 de abril de 1962, um mês antes da Copa. O estádio de Arica foi batizado em sua homenagem.
O Brasil era amplamente favorito. Em 27 de maio de 1962, as bolsas inglesas pagavam 1.5 pelo título do Brasil. Argentina vinha com 5, Uruguai e União Soviética com 6.

## Primeira fase

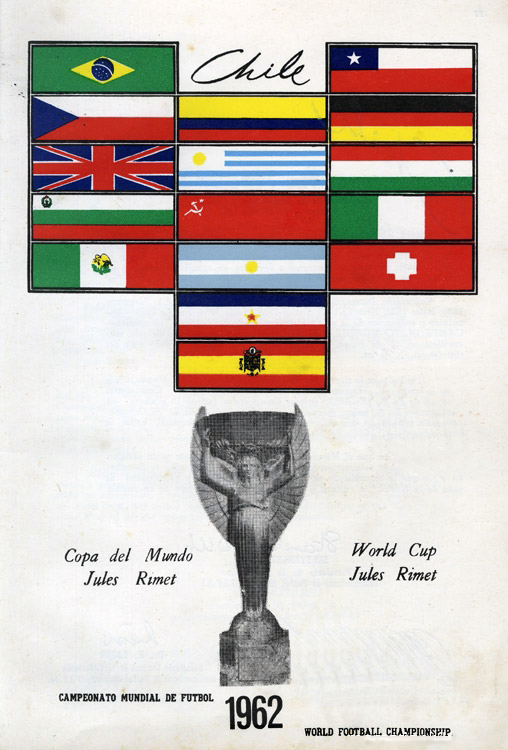
Cartão ilustrativo com os times participantes

No Grupo 1, a surpresa foi a eliminação precoce do Uruguai. O grande jogo foi um empate entre URSS e Colômbia em 4–4. Nessa partida, houve o primeiro (e até hoje único) gol olímpico da história das Copas, marcado pelo colombiano Marco Coll. A segunda vaga ficou com a forte Iugoslávia. No confronto entre os países comunistas nessa fase, ocorreu uma das entradas mais violentas da história das Copas, feita pelo atacante iugoslavo Muhamed Mujić no lateral soviético Eduard Dubinskiy. Essa fratura foi tão violenta que o lateral soviético acabou sendo praticamente inutilizado para o futebol.
No Grupo 2, os chilenos fizeram a festa ao ganharem da Suíça por 3–1 e da Itália por 2–0. Neste jogo, que já prometia ser tenso antes mesmo do apito inicial por conta de duras críticas ao país-sede tecidas por jornalistas italianos, valeu tudo; houve vários socos e pontapés dos dois lados e os italianos sofreram com a "catimba" sul-americana e também com a péssima arbitragem do britânico Ken Aston, onde somente foram expulsos dois jogadores italianos. A Alemanha Ocidental venceu o Chile por 2–0 e ficou em primeira, enquanto o Chile classificou-se como segundo colocado. Assim, a Azzurra acabou sendo eliminada.
No Grupo 3, logo na estreia o Brasil bateu o México por 2 a 0 com um gol antológico de Pelé, que driblou toda a defesa mexicana antes de tocar na saída do goleiro Antonio Carbajal. Já no segundo jogo, contra a Tchecoslováquia, Pelé sofreu uma contusão e não voltaria a atuar nesta Copa. Amarildo teve a dificílima missão de substituir o Rei e foi bem sucedido. O Brasil empatou em 0–0 com a Tchecoslováquia e derrotou a Espanha por 2–1, num jogo dramático e de virada. Por muito pouco, a equipe de Aymoré Moreira não foi eliminada logo na primeira fase. A Tchecoslováquia, mesmo perdendo de virada para o México por 3–1 (a primeira vitória mexicana em 32 anos e cinco participações em Copas), com direito a um gol-relâmpago de Václav Mašek aos 15 segundos de jogo, ficou com a outra vaga.
No Grupo 4 brilhou a Hungria que aplicou uma goleada de 6–1 na Bulgária. Já a Argentina, mesmo jogando perto de sua torcida, caiu nesta fase com o empate em 0–0 contra a Hungria, em uma grande atuação de Gyula Grosics, último remanescente do esquadrão húngaro de 1954. A outra vaga foi da Inglaterra, que apesar da derrota para a Hungria por 2–1, ganhou da Argentina por 3–1 e garantiu a vaga com o empate de 0–0 contra a Bulgária.

## Segunda fase

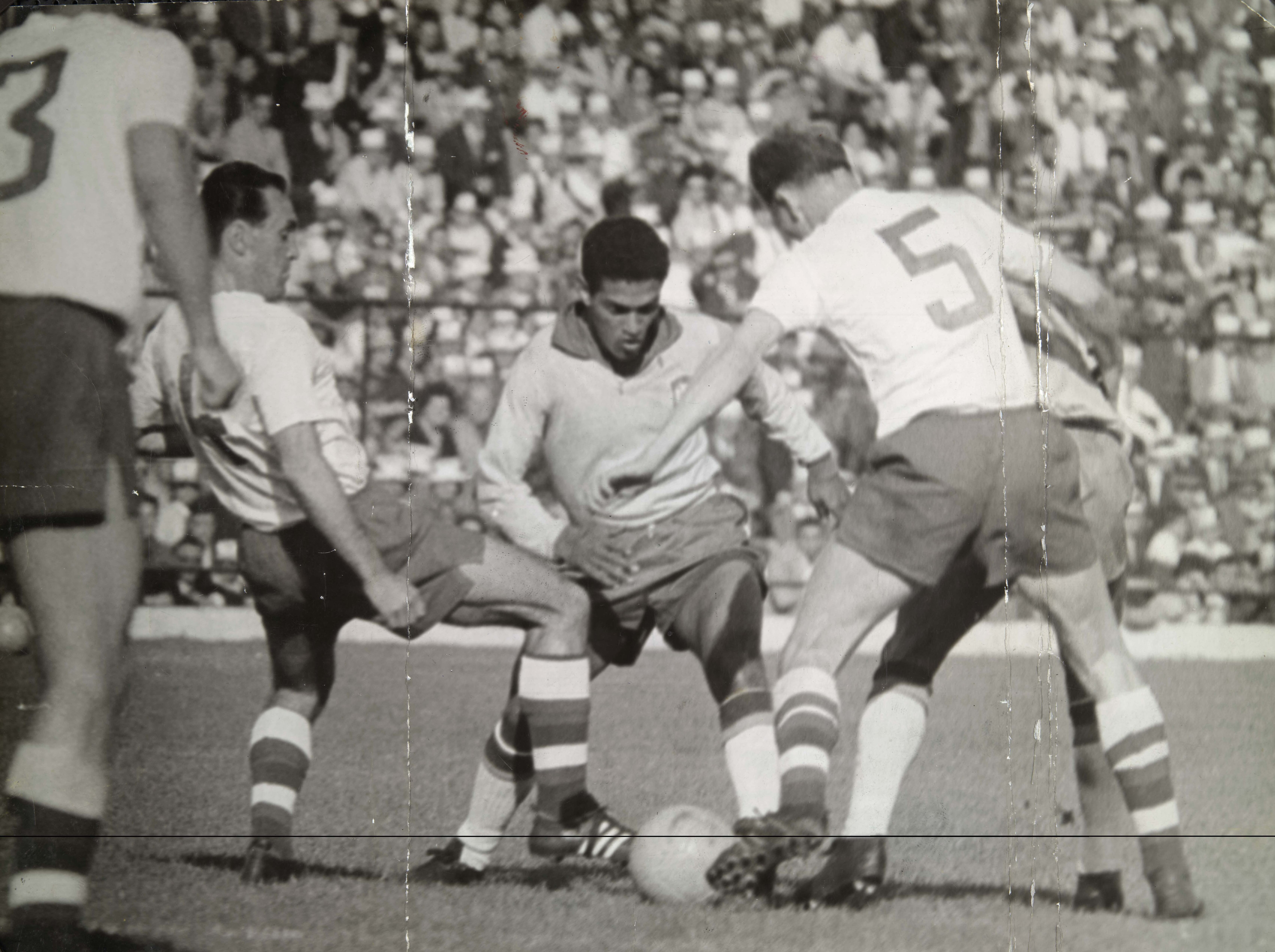
Garrincha na Copa de 1962

Um fato aconteceu na semifinal entre Brasil e Chile: o jogador brasileiro Garrincha fez uma falta grave no chileno Eladio Rojas. O árbitro foi avisado do fato e certamente expulsou Garrincha de campo; então por que ele pôde participar da final contra a Tchecoslováquia? Caberia à FIFA decidir a sorte dele e as perspectivas não eram boas. A pena por agressão era de, no mínimo, um jogo de suspensão. Convocado a depor no tribunal da FIFA, o árbitro Arturo Yamasaki declarou não ter visto a agressão e que a expulsão do jogador deveu-se a informações passadas pelo bandeirinha, o uruguaio Esteban Marino. A FIFA, então, convocou Marino para depor e ele, misteriosamente, nunca apareceu. A versão oficial é que ele já teria retornado ao Uruguai, porém não foi visto por lá também. Comentou-se então nos bastidores que ele teria recebido uma bela soma em dinheiro (falou-se em 15 mil dólares, boa quantia para a época) para desaparecer do mapa. Seja como for, o certo é que, sem o depoimento de Marino, a agressão não ficou comprovada (fotos e filmes não eram aceitos como prova naquele tempo) e Garrincha foi liberado para jogar a grande final após receber apenas uma advertência. E, coincidência ou não, Esteban Marino foi contratado pela Federação Paulista de Futebol para atuar no Brasil alguns meses depois da Copa.

## Cachorro no gramado
Nas quartas de final entre Brasil e Inglaterra, um cachorro entrou o gramado sem que ninguém percebesse.
O goleiro inglês Ron Springett tentou retirar o animal, mas ele foi para o meio de campo. O craque brasileiro Garrincha também tentou, mas o cachorro deu um "drible de corpo" em Mané. Finalmente, depois de muito tentarem, o atacante Jimmy Greaves conseguiu retirar o cachorro.

## Quartas de final em diante
Pode-se dizer que a Seleção Brasileira só decolou a partir das Quartas quando dizimou o English Team: 3 a 1, com gols de Garrincha e Gerry Hitchens no primeiro tempo, Vavá colocando o Brasil novamente à frente no início da segunda etapa e Garrincha fechando o placar. No dia seguinte, os jornais chilenos estampavam: "?Garrincha, de que planeta vienes?".

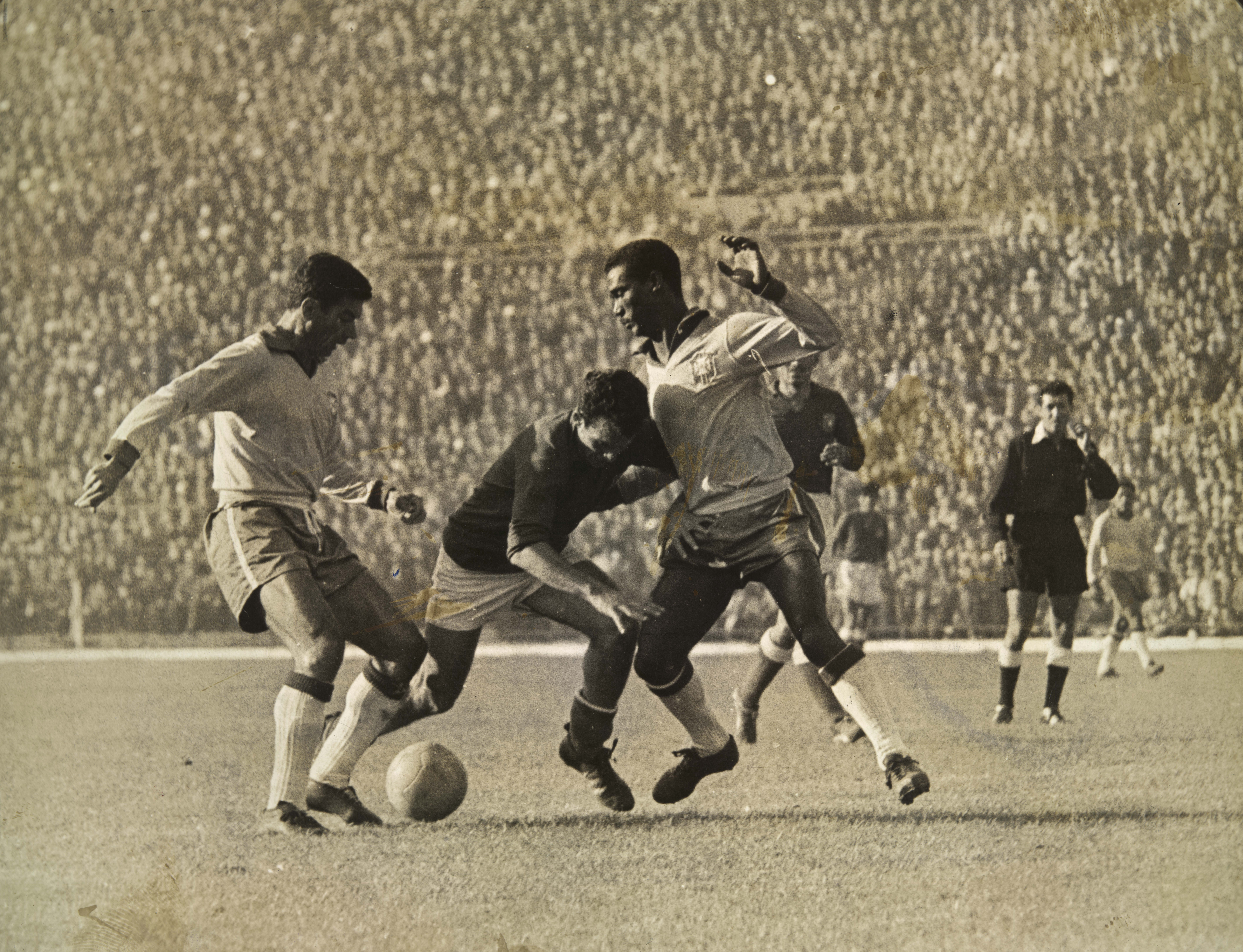
Nilton Santos e Didi durante jogo da copa de 1962

Uma surpresa foi a vitória da Tchecoslováquia contra a forte Hungria por 1–0.
Os chilenos foram ao delírio ao despacharem a URSS por 2–1 e chegarem às semifinais. A Iugoslávia venceu a Alemanha Ocidental por 1–0, num dos vários duelos com os alemães válidos pelas Quartas de uma Copa do Mundo.

Nas semifinais o Brasil venceu o Chile, dono da casa, por 4–2 no Estádio Nacional lotado. Os chilenos, com o lema "como nada temos queremos tudo", surpreenderam  e ficaram com um honroso terceiro lugar ao derrotar a Iugoslávia. A Tchecoslováquia, que cresceu durante a competição, venceu a Iugoslávia por 3–1.

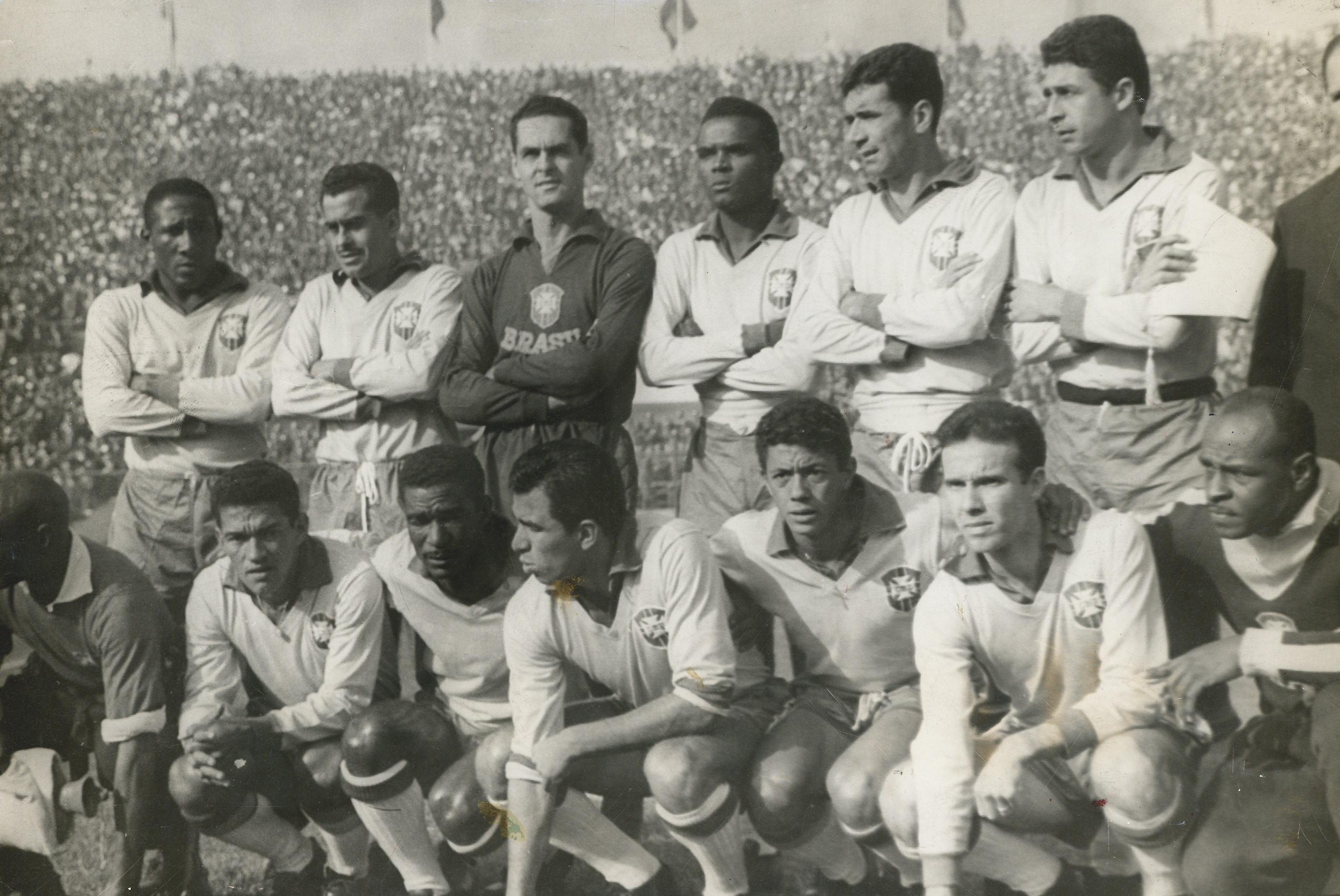
Seleção Brasileira de 1962. Arquivo Nacional.

Brasil e Tchecoslováquia novamente se encontrariam na final. Josef Masopust abriu o placar. O Brasil empatou com Amarildo, Zito virou e Vavá marcou o terceiro. Com o placar em 3–1, o Brasil sagrou-se bicampeão mundial de futebol.

## Naturalizações edoping
Três dias antes da Copa, a FIFA se reuniu em Santiago e decidiu as regras para a naturalização de jogadores. As medidas visavam a acabar com a troca de países por parte de jogadores. Exemplos clássicos incluíam Alfredo Di Stéfano e Ferenc Puskás, ídolos respectivamente da Argentina e da Hungria, que nessa Copa iriam jogar pela Espanha. Ainda havia o caso de Mazola, que jogou a Copa de 1958 pelo Brasil e em 1962 atuou pela Itália. E também houve o caso de José Santamaría que jogou a Copa de 1954 pelo Uruguai e que em 1962 jogou pela Espanha.
As regras determinavam que a partir da prova seguinte (1966) um jogador só poderia jogar por uma seleção se nunca tivesse participado pela seleção de outro país em partidas oficiais.
Outra polêmica da Copa seria em relação ao doping. O assunto tinha sido levantado pelo Congresso Médico de Santiago. Di Stéfano teria dito então que não via nenhum problema em um jogador tomar pílulas estimulantes. A declaração provocou revolta no Chile, que pediu providências à FIFA. O problema, porém, era como combater tal ação. Apesar  do exame de urina já existir, não havia uma lista oficial de substâncias proibidas. O único país na época que tinha uma legislação antidoping era a Itália. Portanto, é provável imaginar que muitos jogadores tenham usado diversas substâncias na Copa para aumentar seu desempenho.

## Sedes
| Arica Rancagua Santiago Viña del Mar | Arica                     | Rancagua            |
| ------------------------------------ | ------------------------- | ------------------- |
| Arica Rancagua Santiago Viña del Mar | Estádio Carlos Dittborn   | Estádio El Teniente |
| Arica Rancagua Santiago Viña del Mar | Capacidade: 10.000        | Capacidade: 14.500  |
| Arica Rancagua Santiago Viña del Mar |                           |                     |
| Arica Rancagua Santiago Viña del Mar | Santiago                  | Viña del Mar        |
| Arica Rancagua Santiago Viña del Mar | Estádio Nacional de Chile | Estádio Sausalito   |
| Arica Rancagua Santiago Viña del Mar | Capacidade: 55.100        | Capacidade: 25.000  |
| Arica Rancagua Santiago Viña del Mar |                           |                     |

### Sedes de treinamento
| Equipe          | Local                         | Cidade     |                    | Equipe                             | Local        | Cidade |
| --------------- | ----------------------------- | ---------- | ------------------ | ---------------------------------- | ------------ | ------ |
| Argentina       | Hostería El Sauzal            | Rancagua   | Itália             | Escuela de Aviación Cap. Ávalos    | Santiago     |        |
| Brasil          | Villa Retiro                  | Quilpué    | México             | Hotel O'Higgins                    | Viña del Mar |        |
| Bulgária        | Parque Municipal              | Machalí    | Espanha            | Hotel Miramar Caleta Abarca        | Viña del Mar |        |
| Chile           | Villa del Seleccionado        | Santiago   | Suíça              | Club Suizo                         | Santiago     |        |
| Colômbia        | Hotel El Morro                | Arica      | Uruguai            | Hotel Azapa                        | Arica        |        |
| Tchecoslováquia | Posada Quebrada Verde         | Valparaíso | União Soviética    | Hostería Arica                     | Arica        |        |
| Inglaterra      | Staff House Braden Copper Co. | Coya       | Alemanha Ocidental | Escuela Militar Bernardo O'Higgins | Santiago     |        |
| Hungria         | Hotel Turismo                 | Rengo      | Iugoslávia         | Hotel El Paso                      | Arica        |        |

## Árbitros
Os jogos da Copa foram dirigidos pelos seguintes dezoito árbitros:
| - Albert Dusch (Alemanha Ocidental) - Andor Dorogi (Hungria) - Arthur Blavier (Bélgica) - Arturo Yamasaki (Peru) - Branko Tesanić (Iugoslávia) - Carlos Robles (Chile) - Cesare Jonni (Itália) - Erich Steiner (Áustria) - Gottfried Dienst (Suíça) | - João Etzel Filho (Brasil) - Juan Gardeazábal (Espanha) - Karol Galba (Tchecoslováquia) - Ken Aston (Inglaterra) - Leo Horn (Países Baixos) - Nikolai Latichev (União Soviética) - Pierre Schwinte (França) - Robert Holley Davidson (Escócia) - Sergio Bustamante (Chile) |

## Brasil na Copa
A edição de 1962 marcou a sétima participação brasileira em sete Copas. A Seleção não participou das Eliminatórias por ter sido a última campeã, o que lhe assegurava uma vaga.
- Colocação: campeão
- Campanha: seis partidas, cinco vitórias, um empate, quatorze gols a favor e cinco gols contra
- Jogos: Brasil 2–0 México, Brasil 0–0 Tchecoslováquia, Brasil 2–1 Espanha, Brasil 3–1 Inglaterra, Brasil 4–2 Chile e Brasil 3–1 Tchecoslováquia

## Portugal na Copa
Nas eliminatórias, Portugal foi emparelhado com Luxemburgo e a Inglaterra. A campanha começou em Lisboa, em 19 de março de 1961. Com gols de José Águas, Yaúca (3), Mário Coluna e um gol contra de Brosius, os lusos golearam tranquilamente por 6–0. Já no dia 21 de maio, também em Lisboa, Portugal e Inglaterra empataram por 1–1 (José Águas e Ron Flowers marcaram). Mas o pior estaria para vir no dia 8 de outubro, quando Portugal perdeu escandalosamente em Luxemburgo por 4–2, com três gols de Schmidt e um de Hoffmann; Yaúca e Eusébio marcaram por Portugal. Em Londres, no dia 25 de outubro, Portugal voltou a perder por 2–0, com gols de John Connelly e Ray Pointer.

## Sorteio
O sorteio foi realizado no Carrera Hotel em Santiago no dia 18 de Janeiro de 1962.
Existe tanto uma fonte da FIFA que diz que os cabeças de chave foram Brasil, Inglaterra, Itália e Uruguai, quanto uma fonte que diz que foram Argentina, Brasil, Chile e Uruguai.

## Primeira fase
|  | Equipes classificadas para as quartas-de-final |
|  | Equipes eliminadas na primeira fase            |

### Grupo 1
| Pos. | Seleção         | P | J | V | E | D | GP | GC | SG |
| ---- | --------------- | - | - | - | - | - | -- | -- | -- |
| 1    | União Soviética | 5 | 3 | 2 | 1 | 0 | 8  | 5  | +3 |
| 2    | Iugoslávia      | 4 | 3 | 2 | 0 | 1 | 8  | 3  | +5 |
| 3    | Uruguai         | 2 | 3 | 1 | 0 | 2 | 4  | 6  | –2 |
| 4    | Colômbia        | 1 | 3 | 0 | 1 | 2 | 5  | 11 | –6 |

| 30 de maio 15:00 | Uruguai               | 2 – 1     | Colômbia          | Arica, Estadio Carlos Dittborn Árbitro: Dorogi (Hungria) Público: 7908 |
|                  | Sasía 56' Cubilla 75' | Relatório | Zuluaga 19' (pen) |                                                                        |

| 31 de maio 15:00 | União Soviética           | 2 – 0     | Iugoslávia | Arica, Estadio Carlos Dittborn Árbitro: Dusch (Alemanha Ocidental) Público: 15000 |
|                  | Ivanov 51' Ponedelnik 83' | Relatório |            |                                                                                   |

| 2 de junho 15:00 | Iugoslávia                               | 3 – 1     | Uruguai     | Arica, Estadio Carlos Dittborn Árbitro: Galba (Tchecoslováquia) Público: 8829 |
|                  | Skoblar 25' (pen) Galić 29' Jerković 49' | Relatório | Cabrera 19' |                                                                               |

| 3 de junho 15:00 | União Soviética                             | 4 – 4     | Colômbia                                              | Arica, Estadio Carlos Dittborn Árbitro: Etzel Filho (Brasil) Público: 8040 |
|                  | Ivanov 8', 11' Chislenko 10' Ponedelnik 56' | Relatório | Aceros 21' Coll 68' gol olímpico Rada 72' Klinger 86' |                                                                            |

| 6 de junho 15:00 | União Soviética        | 2 – 1     | Uruguai   | Arica, Estadio Carlos Dittborn Árbitro: Jonny (Italia) Público: 9973 |
|                  | Mamykin 38' Ivanov 89' | Relatório | Sasía 54' |                                                                      |

| 7 de junho 15:00 | Iugoslávia                                 | 5 – 0     | Colômbia | Arica, Estadio Carlos Dittborn Árbitro: Robles (Chile) Público: 7167 |
|                  | Galić 20', 61' Jerković 25', 87' Melić 82' | Relatório |          |                                                                      |

### Grupo 2
| Pos. | Seleção            | P | J | V | E | D | GP | GC | SG |
| ---- | ------------------ | - | - | - | - | - | -- | -- | -- |
| 1    | Alemanha Ocidental | 5 | 3 | 2 | 1 | 0 | 4  | 1  | +3 |
| 2    | Chile              | 4 | 3 | 2 | 0 | 1 | 5  | 3  | +2 |
| 3    | Itália             | 3 | 3 | 1 | 1 | 1 | 3  | 2  | +1 |
| 4    | Suíça              | 0 | 3 | 0 | 0 | 3 | 2  | 8  | –6 |

| 30 de maio 15:00 | Chile                        | 3 – 1     | Suíça       | Santiago - (Ñuñoa), Estádio Nacional de Chile Árbitro: Aston (Inglaterra) Público: 65000 |
|                  | Sánchez 44', 51' Ramírez 55' | Relatório | Wüthrich 6' |                                                                                          |

| 31 de maio 15:00 | Alemanha Ocidental | 0 – 0     | Itália | Santiago - (Ñuñoa), Estádio Nacional de Chile Árbitro: Davidson (Escócia) Público: 65440 |
|                  |                    | Relatório |        |                                                                                          |

| 2 de junho 15:00 | Chile                | 2 – 0     | Itália | Santiago - (Ñuñoa), Estádio Nacional de Chile Árbitro: Aston (Inglaterra) Público: 66057 |
|                  | Ramírez 73' Toro 87' | Relatório |        |                                                                                          |

| 3 de junho 15:00 | Alemanha Ocidental    | 2 – 1     | Suíça         | Santiago - (Ñuñoa), Estádio Nacional de Chile Árbitro: Horn (Países Baixos) Público: 64922 |
|                  | Brülls 45' Seeler 59' | Relatório | Schneiter 73' |                                                                                            |

| 6 de junho 15:00 | Alemanha Ocidental             | 2 – 0     | Chile | Santiago - (Ñuñoa), Estádio Nacional de Chile Árbitro: Davidson (Escócia) Público: 67224 |
|                  | Szymaniak 21' (pen) Seeler 82' | Relatório |       |                                                                                          |

| 7 de junho 15:00 | Itália                      | 3 – 0     | Suíça | Santiago - (Ñuñoa), Estádio Nacional de Chile Árbitro: Davidson (Escócia) Público: 59828 |
|                  | Mora 1' Bulgarelli 65', 67' | Relatório |       |                                                                                          |

### Grupo 3
| Pos. | Seleção         | P | J | V | E | D | GP | GC | SG |
| ---- | --------------- | - | - | - | - | - | -- | -- | -- |
| 1    | Brasil          | 5 | 3 | 2 | 1 | 0 | 4  | 1  | +3 |
| 2    | Tchecoslováquia | 3 | 3 | 1 | 1 | 1 | 2  | 3  | –1 |
| 3    | México          | 2 | 3 | 1 | 0 | 2 | 3  | 4  | –1 |
| 4    | Espanha         | 2 | 3 | 1 | 0 | 2 | 2  | 3  | –1 |

| 30 de maio 15:00 | Brasil               | 2 – 0     | México | Viña del Mar, Estádio Sausalito Árbitro: Deinst (Suíça) Público: 10484 |
|                  | Zagallo 56' Pelé 73' | Relatório |        |                                                                        |

| 31 de maio 15:00 | Tchecoslováquia | 1 – 0     | Espanha | Viña del Mar, Estádio Sausalito Árbitro: Steiner (Áustria) Público: 12700 |
|                  | Štibrányi 80'   | Relatório |         |                                                                           |

| 2 de junho 15:00 | Brasil | 0 – 0     | Tchecoslováquia | Viña del Mar, Estádio Sausalito Árbitro: Schwinte (França) Público: 14903 |
|                  |        | Relatório |                 |                                                                           |

| 3 de junho 15:00 | Espanha   | 1 – 0     | México | Viña del Mar, Estádio Sausalito Árbitro: Tesanić (Iugoslávia) Público: 11875 |
|                  | Peiró 90' | Relatório |        |                                                                              |

| 6 de junho 15:00 | Brasil            | 2 – 1     | Espanha       | Viña del Mar, Estádio Sausalito Árbitro: Marino (Uruguai) Público: 18715 |
|                  | Amarildo 72', 86' | Relatório | Rodríguez 35' |                                                                          |

| 7 de junho 15:00 | México                                      | 3 – 1     | Tchecoslováquia | Viña del Mar, Estádio Sausalito Árbitro: Dienst (Suíça) Público: 10648 |
|                  | Díaz 12' Del Águila 29' Hernández 90' (pen) | Relatório | Mašek 1'        |                                                                        |

### Grupo 4
| Pos. | Seleção    | P | J | V | E | D | GP | GC | SG |
| ---- | ---------- | - | - | - | - | - | -- | -- | -- |
| 1    | Hungria    | 5 | 3 | 2 | 1 | 0 | 8  | 2  | +6 |
| 2    | Inglaterra | 3 | 3 | 1 | 1 | 1 | 4  | 3  | +1 |
| 3    | Argentina  | 3 | 3 | 1 | 1 | 1 | 2  | 3  | –1 |
| 4    | Bulgária   | 1 | 3 | 0 | 1 | 2 | 1  | 7  | –6 |

| 30 de maio 15:00 | Argentina  | 1 – 0     | Bulgária | Rancagua, Estadio El Teniente Árbitro: Gardeazábal (Espanha) Público: 7134 |
|                  | Facundo 4' | Relatório |          |                                                                            |

| 31 de maio 15:00 | Hungria              | 2 – 1     | Inglaterra        | Rancagua, Estadio El Teniente Árbitro: Horn (Países Baixos) Público: 7938 |
|                  | Tichy 17' Albert 61' | Relatório | Flowers 60' (pen) |                                                                           |

| 2 de junho 15:00 | Inglaterra                                 | 3 – 1     | Argentina      | Rancagua, Estadio El Teniente Árbitro: Reginato (Chile) Público: 9794 |
|                  | Flowers 17' (pen) Charlton 42' Greaves 67' | Relatório | Sanfilippo 81' |                                                                       |

| 3 de junho 15:00 | Hungria                                       | 6 – 1     | Bulgária    | Rancagua, Estadio El Teniente Árbitro: Gardeazábal (Espanha) Público: 7442 |
|                  | Albert 1', 6', 53' Tichy 8', 70' Solymosi 12' | Relatório | Sokolov 64' |                                                                            |

| 6 de junho 15:00 | Hungria | 0 – 0     | Argentina | Rancagua, Estadio El Teniente Árbitro: Yamasaki (Peru) Público: 7945 |
|                  |         | Relatório |           |                                                                      |

| 7 de junho 15:00 | Inglaterra | 0 – 0     | Bulgária | Rancagua, Estadio El Teniente Árbitro: Blavier (Bélgica) Público: 5700 |
|                  |            | Relatório |          |                                                                        |

## Fases finais
|  | Quartas de final           | Quartas de final           |                        |            | Semifinais     | Semifinais     |  |  | Final                  | Final |
|  |                            |                            |                        |            |                |                |  |  |                        |       |
|  | 10 de junho – Arica        |                            |                        |            |                |                |  |  |                        |       |
|  |                            |                            |                        |            |                |                |  |  |                        |       |
|  | União Soviética            | 1                          |                        |            |                |                |  |  |                        |       |
|  | União Soviética            | 1                          | 13 de junho – Santiago |            |                |                |  |  |                        |       |
|  | Chile                      | 2                          |                        |            |                |                |  |  |                        |       |
|  | Chile                      | 2                          | Chile                  | 2          |                |                |  |  |                        |       |
|  | 10 de junho – Viña del Mar |                            | Chile                  | 2          |                |                |  |  |                        |       |
|  |                            | Brasil                     | 4                      |            |                |                |  |  |                        |       |
|  | Brasil                     | Brasil                     | 4                      | 3          |                |                |  |  |                        |       |
|  | Brasil                     |                            | 17 de junho – Santiago | 3          |                |                |  |  |                        |       |
|  | Inglaterra                 | 1                          |                        |            |                |                |  |  |                        |       |
|  | Inglaterra                 | 1                          | Brasil                 | 3          |                |                |  |  |                        |       |
|  | 10 de junho – Santiago     |                            | Brasil                 | 3          |                |                |  |  |                        |       |
|  |                            | Tchecoslováquia            | 1                      |            |                |                |  |  |                        |       |
|  | Alemanha Ocidental         | Tchecoslováquia            | 1                      | 0          |                |                |  |  |                        |       |
|  | Alemanha Ocidental         | 13 de junho – Viña del Mar |                        | 0          |                |                |  |  |                        |       |
|  | Iugoslávia                 | 1                          |                        |            |                |                |  |  |                        |       |
|  | Iugoslávia                 | 1                          | Iugoslávia             | 1          | Terceiro Lugar | Terceiro Lugar |  |  |                        |       |
|  | 10 de junho – Rancagua     |                            | Iugoslávia             | 1          | Terceiro Lugar | Terceiro Lugar |  |  |                        |       |
|  |                            | Tchecoslováquia            | 3                      |            |                |                |  |  |                        |       |
|  | Hungria                    | Tchecoslováquia            | 3                      | 0          | Chile          | 1              |  |  |                        |       |
|  | Hungria                    |                            |                        | 0          | Chile          | 1              |  |  |                        |       |
|  | Tchecoslováquia            | 1                          |                        | Iugoslávia | 0              |                |  |  |                        |       |
|  | Tchecoslováquia            | 1                          |                        |            | 0              |                |  |  |                        |       |
|  |                            |                            |                        |            |                |                |  |  | 16 de junho – Santiago |       |
|  |                            |                            |                        |            |                |                |  |  |                        |       |

### Quartas de Finais
| 10 de junho 14:30 | Chile                 | 2 – 1     | União Soviética | Arica, Estadio Carlos Dittborn Árbitro: Horn (Países Baixos) Público: 17268 |
|                   | Sánchez 11' Rojas 29' | Relatório | Chislenko 26'   |                                                                             |

| 10 de junho 14:30 | Tchecoslováquia | 1 – 0     | Hungria | Rancagua, Estadio El Teniente Árbitro: Buergo Elcuaz (México) Público: 11690 |
|                   | Scherer 13'     | Relatório |         |                                                                              |

| 10 de junho 14:30 | Brasil                      | 3 – 1     | Inglaterra   | Viña del Mar, Estádio Sausalito Árbitro: Schwinte (França) Público: 17736 |
|                   | Garrincha 31', 59' Vavá 53' | Relatório | Hitchens 38' |                                                                           |

| 10 de junho 14:30 | Iugoslávia    | 1 – 0     | Alemanha Ocidental | Santiago - (Ñuñoa), Estádio Nacional de Chile Árbitro: Yamasaki (Peru) Público: 63324 |
|                   | Radaković 85' | Relatório |                    |                                                                                       |

### Semifinais
| 13 de junho 14:30 | Tchecoslováquia                    | 3 – 1     | Iugoslávia   | Viña del Mar, Estádio Sausalito Árbitro: Dienst (Suíça) Público: 5890 |
|                   | Kadraba 48' Scherer 80', 84' (pen) | Relatório | Jerković 69' |                                                                       |

| 13 de junho 14:30 | Brasil                          | 4 – 2     | Chile                     | Santiago - (Ñuñoa), Estádio Nacional de Chile Árbitro: Yamasaki (Peru) Público: 76500 |
|                   | Garrincha 9', 32' Vavá 47', 78' | Relatório | Toro 42' Sánchez 61'(pen) |                                                                                       |

### Disputa pelo 3º lugar
| 16 de junho 14:30 | Chile     | 1 – 0     | Iugoslávia | Santiago - (Ñuñoa), Estádio Nacional de Chile Árbitro: Gardeazabal (Espanha) Público: 67000 |
|                   | Rojas 90' | Relatório |            |                                                                                             |

### Final
| 17 de junho de 1962 | Brasil                             | 3 – 1     | Tchecoslováquia | Estádio Nacional de Chile ,Santiago           |
| 14:30               | Amarildo 17' · Zito 69' · Vavá 78' | Relatório | Masopust 15'    | Público: 68 679 Árbitro: URS Nikolay Latyshev |

| Brasil | Tchecos lováquia |

## Premiações
| Copa do Mundo FIFA de 1962 |
| Brasil                     |
| -------------------------- |
| Brasil Campeão (2º título) |

### Individuais
| Bola de ouro                                                                             | Bola de prata  | Bola de bronze       |
| ---------------------------------------------------------------------------------------- | -------------- | -------------------- |
| Garrincha                                                                                | Josef Masopust | Leonel Sánchez       |
| Chuteira de Ouro                                                                         | Melhor Goleiro | Melhor jogador jovem |
| - Dražan Jerković - Garrincha - Vavá - Leonel Sánchez - Valentin Ivanov - Flórián Albert | Viliam Schrojf | Flórián Albert       |

### All-Star Team
- Fonte:[10]

| Goleiro        | Defesa                                                               | Meio campo                  | Ataque                        |
| -------------- | -------------------------------------------------------------------- | --------------------------- | ----------------------------- |
| Viliam Schrojf | Karl-Heinz Schnellinger Cesare Maldini Valeriy Voronin Djalma Santos | Zagallo Zito Josef Masopust | Leonel Sánchez Vavá Garrincha |

## Estatísticas

### Artilharia
4 gols (6)
| - Garrincha - Vavá | - Leonel Sánchez - Flórián Albert | - Valentin Ivanov - Dražan Jerković |

3 gols (4)
| - Amarildo - Adolf Scherer | - Lajos Tichy - Milan Galić |  |

2 gols (9)
| - Jaime Ramírez - Eladio Rojas - Jorge Toro | - Ron Flowers - Giacomo Bulgarelli - Igor Chislenko | - Viktor Ponedelnik - José Sasía - Uwe Seeler |

1 gol (35)
| - Héctor Facundo - José Sanfilippo - Pelé - Mário Zagallo - Zito - Georgi Asparuhov - Germán Aceros - Marco Coll - Marino Klinger - Antonio Rada - Francisco Zuluaga - Josef Kadraba | - Václav Mašek - Josef Masopust - Jozef Štibrányi - Bobby Charlton - Jimmy Greaves - Gerry Hitchens - Ernő Solymosi - Bruno Mora - Alfredo del Águila - Isidoro Díaz - Héctor Hernández - Aleksey Mamykin | - Adelardo - Joaquín Peiró - Heinz Schneiter - Rolf Wüthrich - Ángel Cabrera - Luis Cubilla - Albert Brülls - Horst Szymaniak - Vojislav Melić - Petar Radaković - Josip Skoblar |

### Maiores públicos
| Nº | Público | Mandante | Placar | Visitante       | Estádio  | Cidade   | Data        | Rodada              | Ref.   |
| -- | ------- | -------- | ------ | --------------- | -------- | -------- | ----------- | ------------------- | ------ |
| 1  | 76 594  | Brasil   | 4–2    | Chile           | Nacional | Santiago | 13 de junho | Semifinal           | [ 11 ] |
| 2  | 68 679  | Brasil   | 3–1    | Tchecoslováquia | Nacional | Santiago | 17 de junho | Final               | [ 12 ] |
| 3  | 67 224  | Alemanha | 2–0    | Chile           | Nacional | Santiago | 6 de junho  | Grupo 2             | [ 13 ] |
| 4  | 66 679  | Chile    | 1–0    | Iugoslávia      | Nacional | Santiago | 16 de junho | Disputa do 3° lugar | [ 14 ] |
| 5  | 66 057  | Chile    | 2–0    | Itália          | Nacional | Santiago | 2 de junho  | Grupo 2             | [ 15 ] |
| 6  | 65 440  | Alemanha | 0–0    | Itália          | Nacional | Santiago | 31 de maio  | Grupo 2             | [ 16 ] |
| 7  | 65 000  | Chile    | 3–1    | Suíça           | Nacional | Santiago | 30 de maio  | Grupo 2             | [ 17 ] |

## Classificação final

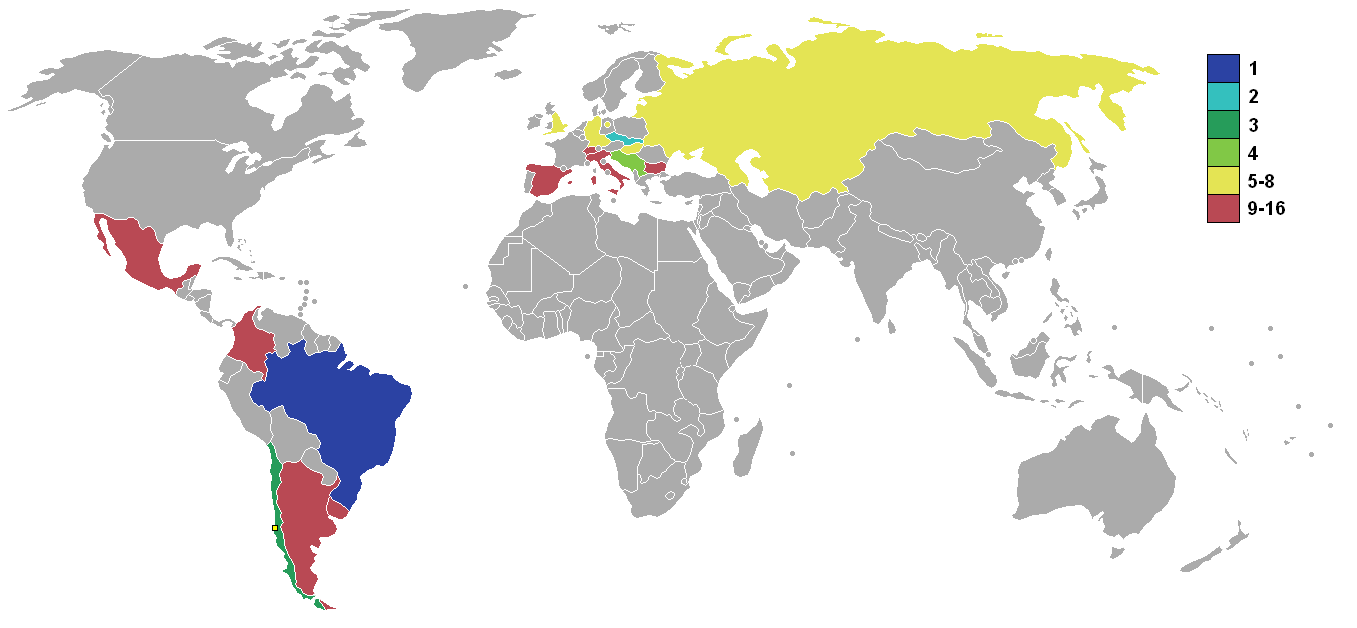

A classificação final é determinada através da fase em que a seleção alcançou e a sua pontuação, levando em conta os critérios de desempate.
| Pos.                            | Seleção            | Gr | Pts | J | V | E | D | GP | GC | SG |
| ------------------------------- | ------------------ | -- | --- | - | - | - | - | -- | -- | -- |
| Final                           |                    |    |     |   |   |   |   |    |    |    |
| 1                               | Brasil             | 3  | 11  | 6 | 5 | 1 | 0 | 14 | 5  | +9 |
| 2                               | Tchecoslováquia    | 3  | 7   | 6 | 3 | 1 | 2 | 7  | 7  | 0  |
| Disputa do 3º lugar             |                    |    |     |   |   |   |   |    |    |    |
| 3                               | Chile              | 2  | 8   | 6 | 4 | 0 | 2 | 10 | 8  | +2 |
| 4                               | Iugoslávia         | 1  | 6   | 6 | 3 | 0 | 3 | 10 | 7  | +3 |
| Eliminados nas quartas de final |                    |    |     |   |   |   |   |    |    |    |
| 5                               | Hungria            | 4  | 5   | 4 | 2 | 1 | 1 | 8  | 3  | +5 |
| 6                               | União Soviética    | 1  | 5   | 4 | 2 | 1 | 1 | 9  | 7  | +2 |
| 7                               | Alemanha Ocidental | 2  | 5   | 4 | 2 | 1 | 1 | 4  | 2  | +2 |
| 8                               | Inglaterra         | 4  | 3   | 4 | 1 | 1 | 2 | 5  | 6  | –1 |
| Eliminados na fase de grupos    |                    |    |     |   |   |   |   |    |    |    |
| 9                               | Itália             | 2  | 3   | 3 | 1 | 1 | 1 | 3  | 2  | +1 |
| 10                              | Argentina          | 4  | 3   | 3 | 1 | 1 | 1 | 2  | 3  | –1 |
| 11                              | México             | 3  | 2   | 3 | 1 | 0 | 2 | 3  | 4  | –1 |
| 12                              | Espanha            | 3  | 2   | 3 | 1 | 0 | 2 | 2  | 3  | –1 |
| 13                              | Uruguai            | 1  | 2   | 3 | 1 | 0 | 2 | 4  | 6  | –2 |
| 14                              | Colômbia           | 1  | 1   | 3 | 0 | 1 | 2 | 5  | 11 | –6 |
| 15                              | Bulgária           | 4  | 1   | 3 | 0 | 1 | 2 | 1  | 7  | –6 |
| 16                              | Suíça              | 2  | 0   | 3 | 0 | 0 | 3 | 2  | 8  | –6 |